# Coruja-da-oceânia
A coruja-da-oceânia ou coruja-mascarada-australiana (Tyto novaehollandiae) é uma espécie de coruja encontrada no sul da Nova Guiné, Austrália, Tasmânia (com a subespécie Tyto castanops) e Lord Howe.
É similar à coruja-de-igreja, porém, possui manchas de trás da cabeça ao torso, rosto em forma de coração mais "marcado", dando a aparência de uma máscara, e tamanho ligeiramente maior.